# NGC 5641
NGC 5641 é uma galáxia espiral barrada (SBab) localizada na direcção da constelação de Boötes. Possui uma declinação de +28° 49' 18" e uma ascensão recta de 14 horas, 29 minutos e 16,6 segundos.
A galáxia NGC 5641 foi descoberta em 4 de Junho de 1880 por Édouard Jean-Marie Stephan.